# Türkmenisztán vallási élete
Türkmenisztánban az iszlám vallás a legelterjedtebb, mellette közel 10% keresztény él.

## Az iszlám vallás
A szovjet időszakban a vallást elfojtották, de annak a végén és főleg az után mecsetek tömegei épültek, terjedt a vallásos irodalom és gyorsan erősödtek a vallási szokások. A vallási reneszánsz kibontakozásában három ország: Szaúd-Arábia, Törökország és Irán segédkezett. Szaúd-Arábia elsősorban a Koránnal, Törökország tanáraival, utóbbi pedig a térségbe küldött ezernél is több hittérítővel. (Ali Hamenei ajatollah – Irán vallási vezetője – 1994-ben egyenesen „isteni áldásnak” nevezte a független türkmén állam létrejöttét.) A hívek aránya az 1991-es 85%-ról 89%-ra emelkedett (2006. február). A vallási élet erősödése nem annyira az arányszámokban, hanem inkább a vallásosság elmélyülésében figyelhető meg. Ezt jelzi többek között az is, hogy 1999 óta egy türkmén férfinak egyszerre már két felesége is lehet – amennyiben abba az első feleség írásban is beleegyezik.
A vallási élet fejlődésében kiemelkedően fontos szerepet játszott Türkménbasi is.
A türkmén vezér (ellentétben például az üzbég és a kirgiz elnökkel) igyekezett hitbuzgó muszlimnak tűnni. Az 1990-es évek közepén felvette az iszlám hitet és elzarándokolt – elnöki különgépén – Mekkába. Ezután rengeteg dicső világi címe mellett már hadzsi is volt. 2004 novemberére megépíttette Közép-Ázsia legnagyobb muzulmán szentélyét. A fehér márványból emelt épület alapterülete 7000 m², pompáját egyebek között 50 m magas kupolája és négy 70 méternél magasabb minaret biztosítja. Az épületbe egyszerre 10 ezer hívő fér be, ugyanannyi, mint amennyit a híres isztambuli Kék-mecset be tud fogadni. (A 80 millió dolláros remekmű különlegessége, hogy Türkménbasi keze nyomát is viseli. A falakat ugyanis – a Korán szúráiból vett versek mellett – Nyýazow bölcs mondásai díszítik.) A gigantikus szentélyt Kipcakban – Türkménbasi szülőfalujában – emelték. A kisebb mecsetek falai is viselik a bölcs útmutatásait, de emellett több olyan könyvet is kiadott, melyek véleménye szerint a Koránnal és a Bibliával egyenértékűek. Az elnök mellett már-már vallásos áhítat övezi megboldogult édesanyját, Gurbanszoltant is.

## A keresztény vallás
A keresztény vallást a „gyarmatosító” oroszok (és ukránok) hozták magukkal, még az 1800-as években, így nem is csoda, hogy az őslakosok ellenérzéssel viseltettek iránta. E vallási különbözőség többnyire ma is etnikai mássággal is párosul. (A türkmének többnyire muszlimok, az orosz és ukrán kisebbség tagjai keresztények.) A független Türkmenisztánban gyakran éri hátrányos megkülönböztetés a keresztényeket (pontosabban: a nem muszlimokat). Az ortodox keresztények 9%-ot tesznek ki. Az ország ortodox egyháza a taskenti érseknek van alárendelve. Létezik itt egy római katolikus kisebbség is, de ennek jelentősége elenyészik a másik két vallás mellett. 
Türkmenisztán volt az első muzulmán többségű szovjet utódállam, ami felvette a diplomáciai kapcsolatot Iránnal, és az utolsó, aki felvette Izraellel, majd a Vatikánnal (1996). Irán vallási vezetője már kérte, hogy szakítsa meg kapcsolatait Izraellel, ennek azonban nem tett eleget.